# Wally Cassell
Wally Cassell (születési nevén Oswaldo Castellano; Agrigento, 1912. március 3. – Palm Desert, 2015. április 2.) amerikai olasz (szicíliai) színész. Mickey Rooney javaslatára változtatta meg nevét.

## További információ
- Wally Cassell a PORT.hu-n (magyarul)
- Wally Cassell az Internetes Szinkronadatbázisban (magyarul)
- Wally Cassell az Internet Movie Database-ben (angolul)
- Wally Cassell a Rotten Tomatoeson (angolul)